# Relazioni bilaterali tra Azerbaigian e Iran
Le relazioni bilaterali tra la Repubblica dell'Azerbaigian e la Repubblica islamica dell'Iran sono state stabilite ufficialmente in seguito alla dissoluzione dell'Unione Sovietica (1991). L’Iran e l’Azerbaigian condividono, in larga misura, la stessa storia, religione e cultura. Il territorio di quella che oggi viene chiamata Repubblica dell'Azerbaigian fu separato dall'Iran solo nella prima metà del XIX secolo, durante le guerre russo-persiane. Nella zona a nord del fiume Aras, il territorio dell'attuale Repubblica dell'Azerbaigian era territorio iraniano fino all'occupazione da parte della Russia. Iran e Azerbaigian sono entrambe nazioni a maggioranza musulmana sciita e hanno rispettivamente la prima e la seconda percentuale di popolazione sciita più alta al mondo. La storia dello sciismo affonda le sue radici in entrambe le nazioni esattamente nello stesso momento storico, mentre la maggioranza della popolazione di entrambe le nazioni sono prevalentemente cristiane o musulmane sunnite. Tuttavia, tra i due Paesi esistono alcune tensioni in ragione del loro allineamento politico che può variare di grado. La Repubblica dell’Azerbaigian è diventata sempre più filo-occidentale ed è un alleato di Israele, Turchia e Stati Uniti (gli ultimi due Stati sono membri della NATO), mentre la Repubblica islamica dell’Iran è in gran parte filo-russa e filo-cinese a causa della sua ostilità nei confronti degli Stati Uniti. I politici iraniani, come Mohammad Hosseini, hanno definito l'Azerbaigian come un proxy israeliano.
Nel maggio 1918, il governo del Musavat adottò il nome "Azerbaigian" per la neonata Repubblica Democratica dell'Azerbaigian, per ragioni politiche, anche se il nome "Azerbaigian" era da sempre stato utilizzato per riferirsi all'attuale regione adiacente dell’Iran nordoccidentale. Con la dissoluzione dell'Unione Sovietica nel 1991, nelle moderne relazioni tra Iran e Azerbaigian è iniziata una spirale relativamente discendente. Nel maggio 2015, l'ambasciatore dell'Iran in Azerbaigian ha annunciato di non riconoscere la Repubblica del Nagorno-Karabakh.
L'Iran ha riconosciuto l'indipendenza dell'Azerbaigian nel 1991 e le relazioni diplomatiche tra i due paesi sono state stabilite nel 1992. L'Iran ha un'ambasciata a Baku e un consolato generale a Naxçıvan. L'Azerbaigian ha un'ambasciata a Teheran e un consolato generale a Tabriz. Entrambi i paesi sono membri a pieno titolo dell'Organizzazione di cooperazione economica (ECO) e dell'Organizzazione della cooperazione islamica (OIC).

## Contesto
Per quasi tutta la sua storia, il territorio dell'attuale Repubblica dell'Azerbaigian ha fatto parte dei vari imperi iraniani/persiani in particolare durante il regno di dinastie come i Medi, gli Achemenidi, i Parti, i Sasanidi, gli Shirvanshah, le varie dinastie dell'Intermezzo iraniano, dei Kara Koyunlu, degli Ak Koyunlu, dei Safavidi, degli Afsharidi, degli Zand e dei Qajar. Il Caucaso meridionale, in via generale, è stato influenzato dalla cultura iraniana per migliaia di anni. Nel corso del XIX secolo, in seguito all'occupazione del Caucaso da parte delle truppe russe durante la guerra russo-persiana (1804-1813) e la guerra russo-persiana (1826-1828), l'Iran Qajar fu costretto a cedere l'attuale Azerbaigian, insieme alla Georgia, al Daghestan e all'Armenia alla Russia imperiale secondo i termini dei trattati di Golestan e Turkmenchay.

Secondo Pierre Thorez:
Secondo Tadeusz Swietochowski, i territori dell'Iran e della Repubblica dell'Azerbaigian condividevano in genere la stessa storia dai tempi dell'antica Media (dal IX al VII secolo a.C.) e dell'Impero persiano (dal VI al IV secolo a.C.).
Durante una visita ufficiale a Baku nell'ottobre 2012, il presidente iraniano Mahmoud Ahmadinejad ha descritto le relazioni del suo paese con l'Azerbaigian come “fraterne e molto profonde”, sottolineando il patrimonio etnico e religioso condiviso dei paesi. Entrambi i paesi sono a maggioranza sciita, e detengono in termini di percentuale la più grande popolazione al mondo aderente allo sciismo. Come quasi tutta la loro storia, che è completamente intrecciata, la storia dello sciismo come religione maggioritaria affonda le proprie radici esattamente nello stesso momento storico che risale all'era safavide. Rappresentando due dei soli quattro paesi a maggioranza sciita nel mondo, l’Azerbaigian e l’Iran condividono legami religiosi e un confine comune. In Iran vivono molti più azeri che nella stessa Repubblica dell'Azerbaigian (circa nove milioni), a seguito della cessione forzata irrevocabile da parte dell'Iran Qajar del territorio che oggi comprende la Repubblica dell'Azerbaigian alla Russia imperiale nel corso del XIX secolo. Sebbene l’Azerbaigian e l’Iran condividano forti legami storici e culturali, i paesi non sono alleati naturali. Secondo Alex Vatanka del Middle East Institute di Washington DC, nel 2013 “la dichiarazione di Ahmadinejad ha palesemente travisato l'attuale stato delle cose; oggi, non è l’affinità storica ma piuttosto un intenso sospetto e una rivalità a plasmare i legami tra Baku e Teheran. Lo stesso mese in cui Ahmadinejad ha rilasciato la dichiarazione, un tribunale di Baku ha condannato a lunghe pene detentive 22 azeri accusati di spionaggio a favore del Corpo delle guardie rivoluzionarie islamiche iraniane (IRGC) e di aver complottato per effettuare attacchi contro obiettivi statunitensi e israeliani in Azerbaigian.

## 1918-1920
Nel 1918, il governo Musavat adottò il nome "Azerbaigian" per la neonata Repubblica Democratica dell'Azerbaigian (RDA), per ragioni politiche, anche se il nome "Azerbaigian" era da sempre stato utilizzato per riferirsi alla regione adiacente dell'attuale Iran nordoccidentale.
Prima della fondazione della Repubblica Democratica dell'Azerbaigian, il nome era utilizzato solo per la regione dell'attuale Iran nord-occidentale, ovvero l'Azerbaigian iraniano. Storicamente, la regione di quella che oggi è la Repubblica dell'Azerbaigian era conosciuta come Shirvan e Arran, due regioni storicamente iraniane.

Secondo Hamid Ahmadi:
Secondo Tadeusz Swietochowski:
Sebbene fosse sorta una disputa sul nome con l'Iran Qajar, con quest'ultimo che si era opposto a tale decisione, allo stesso tempo anche la giovane Repubblica dell'Azerbaigian dovette affrontare una minaccia da parte dei nascenti sovietici di Mosca e degli armeni. Per sfuggire alla possibilità di un'invasione sovietica e alla minaccia imminente ancora maggiore di un'invasione armena, il musulmano Nakhchivan propose l'annessione all'Iran. L'allora governo filo-britannico di Teheran guidato da Vossug ed Dowleh fece dei tentativi tra la leadership di Baku per unirsi all'Iran. Per promuovere questa idea, Vosugh ed Dowleh inviò due delegazioni iraniane separate, una a Baku e una alla Conferenza di pace di Parigi nel 1919. La delegazione a Baku, per volere di Zia ol Din Tabatabaee, condusse intensi negoziati con la leadership del partito Musavat durante il crescente caos e instabilità nella città. Nelle loro fasi conclusive fu raggiunto un accordo; tuttavia, prima che l'idea fosse presentata a Vossug ed Dowleh a Teheran, i comunisti presero il controllo di Baku e posero fine al dominio Musavat-ottomano. La delegazione iraniana a Parigi, guidata dal ministro degli Esteri Firouz Nosrat-ed-Dowleh III, raggiunse un negoziato di unità con la delegazione di Baku e sottoscrisse un accordo di confederazione.
Il 16 luglio 1919, il Consiglio dei Ministri [della RDA] nominò Adil Khan Ziatkhan, che fino a quel momento aveva prestato servizio come Sottosegretario agli Affari Esteri, rappresentante diplomatico della Repubblica dell'Azerbaigian presso la corte del Re dei Re iraniano.
Alla fine questi sforzi si rivelarono inutili. Nel 1920, l'11ª Armata Rossa bolscevica conquistò il Caucaso e la Repubblica Democratica dell'Azerbaigian divenne a RSS dell'Azerbaigian. Nel 1922, la RSS Azera fu incorporata nell'Unione Sovietica e da quel momento fino al 1991 le relazioni tra Iran e Azerbaigian continuarono nel contesto delle relazioni sovietico-iraniane. Tuttavia, dopo la seconda guerra mondiale, il Ministero degli Affari Esteri azero aveva il potere rilasciare visti limitati solo per viaggiare in Iran e l'Iran manteneva anche un consolato a Baku.

## Storia contemporanea

### Adesione all'OIC, rapporti con Israele e alienazione dell'Iran

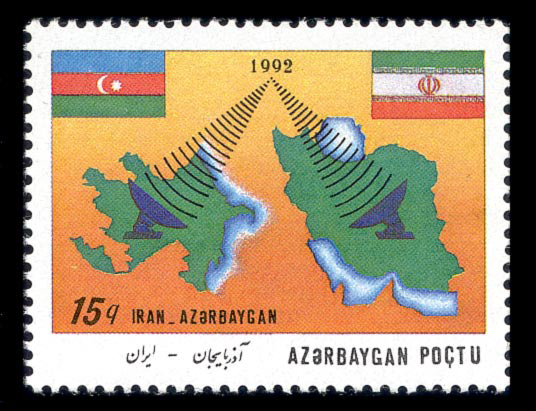
Francobollo dell'Azerbaigian, 1992

L'Iran è stato uno dei primi paesi a stabilire piene relazioni diplomatiche con l'Azerbaigian. In seguito alla dichiarazione del Parlamento dell'Azerbaigian di ripristinare l'indipendenza della Repubblica dell'Azerbaigian il 18 ottobre 1991 e all'inizio di dicembre 1991, il ministro degli Esteri iraniano Ali Akbar Velayati visitò Baku, dove firmò una serie di accordi sulla cooperazione politica, economica e culturale e si impegnò a sostenere l'adesione dell'Azerbaigian all'Organizzazione della Conferenza Islamica (oggi Organizzazione della Cooperazione Islamica). A pochi giorni dalla visita, l'Iran riconobbe l'Azerbaigian il 4 gennaio 1992 e ampliò il suo consolato a Baku per stabilire piene relazioni diplomatiche.
Teheran si affrettò a riconoscere l’Azerbaigian come stato indipendente e decise di creare relazioni amichevoli con un paese simile al suo. L’Iran vide l’Azerbaigian come un terreno fertile per diffondere ulteriormente la sua rivoluzione islamica. L'Azerbaigian era scettico nei confronti del governo teocratico iraniano e guardava invece alla Turchia come a un partner strategico. "L'euforia iniziale dell'Iran alla prospettiva di un nuovo stato sciita si trasformò rapidamente in paura, poiché Baku espresse sentimenti irredentisti e promosse l'idea di un 'Grande Azerbaigian', che avrebbe unito l'Azerbaigian (il paese) e l'Azerbaigian (la regione nel nord-ovest dell'Iran). Temendo le intenzioni di Baku di alimentare il secessionismo all’interno dei suoi confini, l’Iran fornì un sostegno vitale all’Armenia nella sua guerra contro l’Azerbaigian per la regione contesa del Nagorno-Karabakh, che si protrasse dal 1988 al 1994, e terminò con un cessate il fuoco inconcludente. Lo schieramento dell'Iran con l'Armenia durante la prima guerra del Nagorno-Karabakh non è stato dimenticato in Azerbaigian, e il sostegno di Teheran all'Armenia, soprattutto alla luce della recente crescita della proiezione di potere dell'Azerbaigian, non è diminuito.
Il potere dell'Azerbaigian sta crescendo principalmente a causa dell'afflusso di proventi del petrolio e del gas provenienti dal Mar Caspio. Riconoscendo ciò, l’Iran ha cercato di coinvolgere nuovamente il suo vicino settentrionale e spingere Baku a riconsiderare le sue relazioni estere – principalmente i suoi stretti legami con Israele – perché da nessuna parte nella regione l’Iran vede un’impronta israeliana così inequivocabile come in Azerbaigian. “Israele e Azerbaigian condividono l’obiettivo comune di contenere l’influenza iraniana. In questo fronte comune, l’Azerbaigian garantisce la vicinanza all’Iran – con molta attenzione al fatto che il suolo azero viene utilizzato come base di partenza per le operazioni militari israeliane – mentre Israele possiede tecnologie di armi superiori e altre risorse”. Nel febbraio 2012, l’Azerbaigian ha firmato un accordo di difesa da 1,6 miliardi di dollari con Israele che includeva sistemi di difesa aerea, hardware di intelligence e veicoli aerei senza pilota (UAV). L'Azerbaigian è consapevole che le sue aperture e gli accordi con Israele fanno infuriare l'Iran, ma la sua risposta rivela che i forti legami dell'Iran con l'Armenia fanno a sua volta infuriare l'Azerbaigian. “Quando Teheran ha fatto appello all'identità islamica dell'Azerbaigian, gli azeri hanno subito sottolineato che le relazioni di Teheran con l'Armenia sono state senza problemi rispetto ai suoi legami con i suoi vicini musulmani."

### Abulfaz Elchibey
Dopo l’ascesa al potere del Fronte Popolare dell’Azerbaigian nel giugno 1992, il neoeletto presidente Abulfaz Elchibey approvò l’unificazione delle popolazioni azere del suo paese e dell'Azerbaigian iraniano e, a tal fine, l’autonomia per gli azeri iraniani, una posizione che alienò il potere Governo iraniano.

Elchibey era contrario alla disgregazione della sua stessa nazione basata su linee etniche, affermando che:
Denunciò anche gli sforzi di pace dell'Iran durante la prima guerra del Nagorno-Karabakh, sostenendo che l'Iran stava tentando di dare un vantaggio all'Armenia. Tuttavia, durante la guerra, l'Iran fece pressioni sugli armeni dell'Armenia e del Karabakh affinché fermassero l'offensiva. Minacce velate apparvero per la prima volta sul giornale in lingua inglese Kayhan International:
A questa dichiarazione seguirono gli avvertimenti ufficiali del Ministero degli Esteri iraniano, accompagnati da rinforzi militari lungo i confini dell'Iran con l'Azerbaigian e l'Armenia. L'Iran fornì anche aiuti finanziari al Nakhchivan e fece pressioni sull'Armenia affinché si astenesse dall'attaccare l'exclave.
Nel 1992, Elchibey, durante una visita in Turchia, si definì un soldato di Atatürk e invocò la caduta dell'Iran, cosa che spinse un membro del parlamento iraniano a minacciare ritorsioni.
Da allora, tuttavia, , anche se le tensioni a volte sono state elevate, le due nazioni hanno avuto relazioni migliori, cooperando in settori quali il commercio, la sicurezza e il settore energetico. Tuttavia, alcune tensioni includono la crescente relazione tra Stati Uniti, Israele e Azerbaigian, le questioni territoriali del Mar Caspio e il sostegno dell'Iran all'Armenia. Nel 2005 il presidente azero Ilham Aliyev ha affermato di non sostenere un attacco degli Stati Uniti contro l'Iran. Novruz Mamedov, capo del dipartimento presidenziale per gli affari internazionali dell'Azerbaigian nel 2005, ha anche affermato che l'Azerbaigian non avrebbe permesso agli Stati Uniti di costruire basi all'interno del territorio azero e non avrebbe sostenuto un attacco contro l'Iran.
Si sono verificati episodi riguardanti l'uso della forza o azioni dimostrazioni da parte delle forze militari iraniane. Il 23 luglio 2001, una nave da guerra iraniana e due jet forzarono una nave da ricerca operante per conto della British Petroleum (BP)-Amoco nel giacimento di Araz-Alov-Sharg, nel settore del Mar Caspio rivendicato dall'Iran. Il 22 febbraio 2007, i media azeri riferirono che elicotteri iraniani avevano violato lo spazio aereo dell'Azerbaigian sorvolando la città meridionale di Astara per oltre 20 minuti. Secondo quanto riferito, il volo era avvenuto proprio sopra l'edificio dell'amministrazione comunale e aveva causato il panico tra i residenti. Ma per la maggior parte l’Azerbaigian e l’Iran avevano evitato qualsiasi grave scontro militare. Nel maggio 2005 Baku e Teheran firmarono un patto di non aggressione che vietava ai paesi terzi di utilizzare i loro territori per operazioni offensive l'uno contro l'altro.
Nel marzo 2006, durante il Congresso mondiale degli azeri a Baku, un certo numero di partecipanti affrontarono sia il concetto di "Azerbaigian unificato" che di "violazioni dei diritti umani" contro gli azeri in Iran. Una controversia diplomatica si verificò quando l'ambasciatore iraniano in Azerbaigian, Afshar Suleymani, anch'egli azero, espresse indignazione per le opinioni di alcuni oratori che sostenevano l'unione dell'Azerbaigian "meridionale" e "settentrionale".

Secondo Karl Rahder:
I punti di vista opposti sottolineano le rivendicazioni territoriali dell'Azerbaigian sull'Iran.
Nel 2006 l'atteggiamento del presidente Ilham Aliyev di chiamare gli azeri iraniani come "azeri che vivono in Iran" fece infuriare alcuni membri nella comunità azera iraniana. L'ultima volta che un ministro della repubblica dell'Azerbaigian si riferì in questo modo agli azeri iraniani, il rappresentante della provincia di Ardabil nel parlamento iraniano protestò.

### Problemi energetici e collaborativi-conflittuali

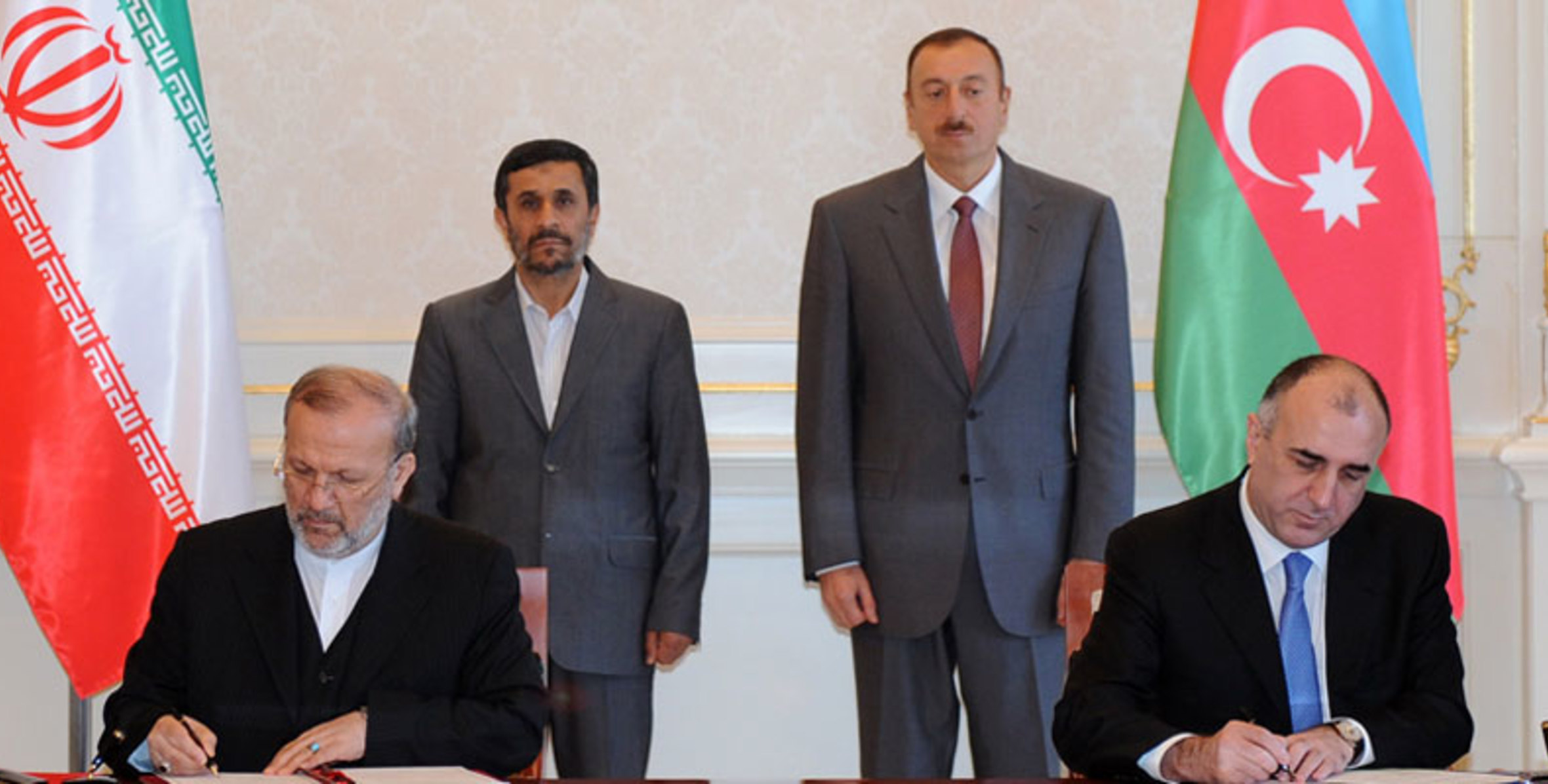
Nel 2010 fu firmato a Baku un memorandum d'intesa e di cooperazione nel campo dell'energia e dei trasporti.

Il 20 dicembre 2005, il presidente azero Ilham Aliev e il presidente iraniano Mahmoud Ahmadinejad parteciparono alla cerimonia di apertura di un nuovo gasdotto dall'Iran alla regione autonoma di Nakhchivan senza sbocco sul mare, separata dalla terraferma dell'Azerbaigian da una striscia di territorio armeno. Il Nakhchivan era tagliata fuori dalle forniture di gas a causa del conflitto armeno-azero sul Nagorno-Karabakh. Secondo un contratto di scambio di 25 anni firmato tra i due paesi nell'agosto 2004, il nuovo gasdotto avrebbe rifornito la regione di gas naturale iraniano. L'Azerbaigian avrebbe fornito il suo gas anche alle province nord-orientali dell'Iran. Secondo le previsioni dell'epoca il volume delle importazioni di gas al Nakhchivan avrebbe raggiunto i 250 milioni di metri cubi nel 2006 e i 350 milioni di metri cubi nel 2007.
Il 19 marzo 2007, il presidente iraniano Mahmoud Ahmadinejad si unì al presidente armeno Robert Kocharyan per inaugurare un gasdotto per pompare il gas naturale iraniano in Armenia.

### Controversie sul cartone animato di scarafaggi
Nel 2006, un giornale iraniano pubblicò una vignetta che descriveva nove metodi per affrontare gli scarafaggi. Poiché lo scarafaggio parlava la lingua azera, ciò scatenò le proteste degli azeri in Azerbaigian e anche in Iran per il presunto paragone degli azeri con gli scarafaggi. Il fumettista era un azero iraniano.

### Trasmissioni dei media iraniani anti-azeri
Il 3 febbraio 2007, il ministro delle comunicazioni e della tecnologia dell'informazione dell'Azerbaigian, Ali Abbasov, e il capo dell'agenzia statale di radiodiffusione iraniana, Ezzatollah Zarghami, firmarono un memorandum d'intesa (MoU) sulla cooperazione bilaterale nel settore dei media. In precedenza, l'Azerbaigian aveva esortato l'Iran a cessare la sua "trasmissione non autorizzata della televisione iraniana Sahar-2 in Azerbaigian" criticandone le trasmissioni in lingua azera trasmesse nell'Azerbaigian meridionale perché contenenti "propaganda anti-azera volta a destabilizzare le regioni meridionali del paese." Gli azeri accusarono il "governo iraniano di "interferenza negli affari interni dell'Azerbaigian". I funzionari iraniani affermarono che le trasmissioni erano al di fuori dal loro controllo, poiché Sahar-2 era una stazione di proprietà privata ed esprimeva semplicemente "la propria posizione" nei suoi programmi.

### Postazioni d'ascolto israeliane anti-Iran in Azerbaigian
In un’analisi del Washington Institute for Near East Policy, gli analisti Soner Cagaptay e Alexander Murinson hanno fatto allusione a rapporti secondo cui l’intelligence israeliana mantiene postazioni di ascolto lungo il confine tra l’Azerbaigian e l’Iran.

### Tensioni bilaterali con l’Iran
Il 12 aprile 2007, l'Azerbaigian consegnò alle autorità iraniane Hadi Sid Javad Musavi, un cittadino iraniano affiliato al Movimento del Risveglio Nazionale dell'Azerbaigian meridionale.
Nell'ottobre 2007, secondo Human Rights Watch, Eynulla Fatullayev, direttore dei due maggiori giornali indipendenti dell'Azerbaigian, era stato condannato a otto anni e mezzo di prigione per terrorismo e altre accuse. Le accuse di terrorismo e incitamento all'odio etnico derivavano da un articolo scritto da Fatullayev su Realni Azerbaijan, in cui affermava che il sostegno del governo alla posizione degli Stati Uniti sull'Iran rendeva l'Azerbaigian vulnerabile agli attacchi dell'Iran, e ipotizzò dei probabili obiettivi di tale attacco.
Nel dicembre 2007, presso la Corte dei crimini gravi fu avviato l'esame della Corte sui casi di Novruzeli Mammadov, capo del dipartimento di linguistica dell'Accademia nazionale delle scienze dell'Azerbaigian, redattore capo del quotidiano Tolishi sado e il linguista Elman Guliyev, funzionario. I due furono accusati di aver ricevuto 1.000 dollari americani da organizzazioni talisce in Iran dopo che il loro giornale aveva pubblicato articoli che mostravano il poeta persiano Nizami e l'eroe storico iraniano Babak Khoramdin come taliscio. Sempre in un altro incidente avvenuto nel dicembre 2007, la Corte per i Crimini Gravi condannò 15 membri del cosiddetto gruppo Said e il suo presunto leader, Said Dadashbeyli, a lunghe pene detentive, accusandoli di tradimento e di aver diffuso informazioni sulle attività israeliane, statunitensi e britanniche nella Repubblica dell'Azerbaigian all'intelligence iraniana. Il governo iraniano convocò l'ambasciatore azero a Teheran per protestare contro queste affermazioni definendo le accuse come "infondate".
L'utilizzo dell'Azerbaigian durante l'Eurovision Song Contest 2009 del Maqbaratoshoara, un celebre monumento e simbolo della città iraniana di Tabriz e della regione nordoccidentale dell'Iran, fu mostrato tra i monumenti nazionali dell'Azerbaigian. Ciò venne percepito da molti iraniani come una violazione dell’integrità territoriale iraniana e come una prova che la Repubblica dell’Azerbaigian avesse rivendicazioni sul territorio iraniano.
L'11 novembre 2009, l'Iran revocò unilateralmente il regime dei visti per i cittadini azeri.
Il presidente dell'Azerbaigian Aliyev dichiarò di sostenere le sanzioni americane contro l'Iran. In un incontro con i funzionari statunitensi a Baku nel febbraio 2010 Aliyev espresse il suo sostegno e criticò anche le compagnie europee di petrolio e gas per aver sabotato il regime di sanzioni internazionali. Questa informazione emerse in uno dei leak diplomatici fuoriusciti dagli Stati Uniti nel novembre 2010.
Secondo STRATFOR l'Iran sostenne politicamente e finanziariamente il Partito Islamico dell'Azerbaigian (AIP), un partito di opposizione sciita filo-iraniano e religioso ufficialmente bandito da Baku. Il leader dell'AIP, Movsum Samadov, chiese il rovesciamento del governo azero.

### Attività di Hezbollah in Azerbaigian
Nonostante l'Azerbaigian sia un paese a maggioranza sciita, decenni di conflitto con l'Iran hanno lasciato un'enorme eredità di tale tensione, che si estende anche all'atteggiamento di altri gruppi sostenuti dall'Iran nei confronti dell'Azerbaigian, in particolare Hezbollah, un gruppo militante sciita libanese. Alcuni membri di Hezbollah furono arrestati nel 2009 in seguito a un tentativo fallito da parte di membri di Hezbollah di far saltare in aria l'ambasciata israeliana a Baku.

### Regime di esenzione dal visto Iran-Azerbaigian

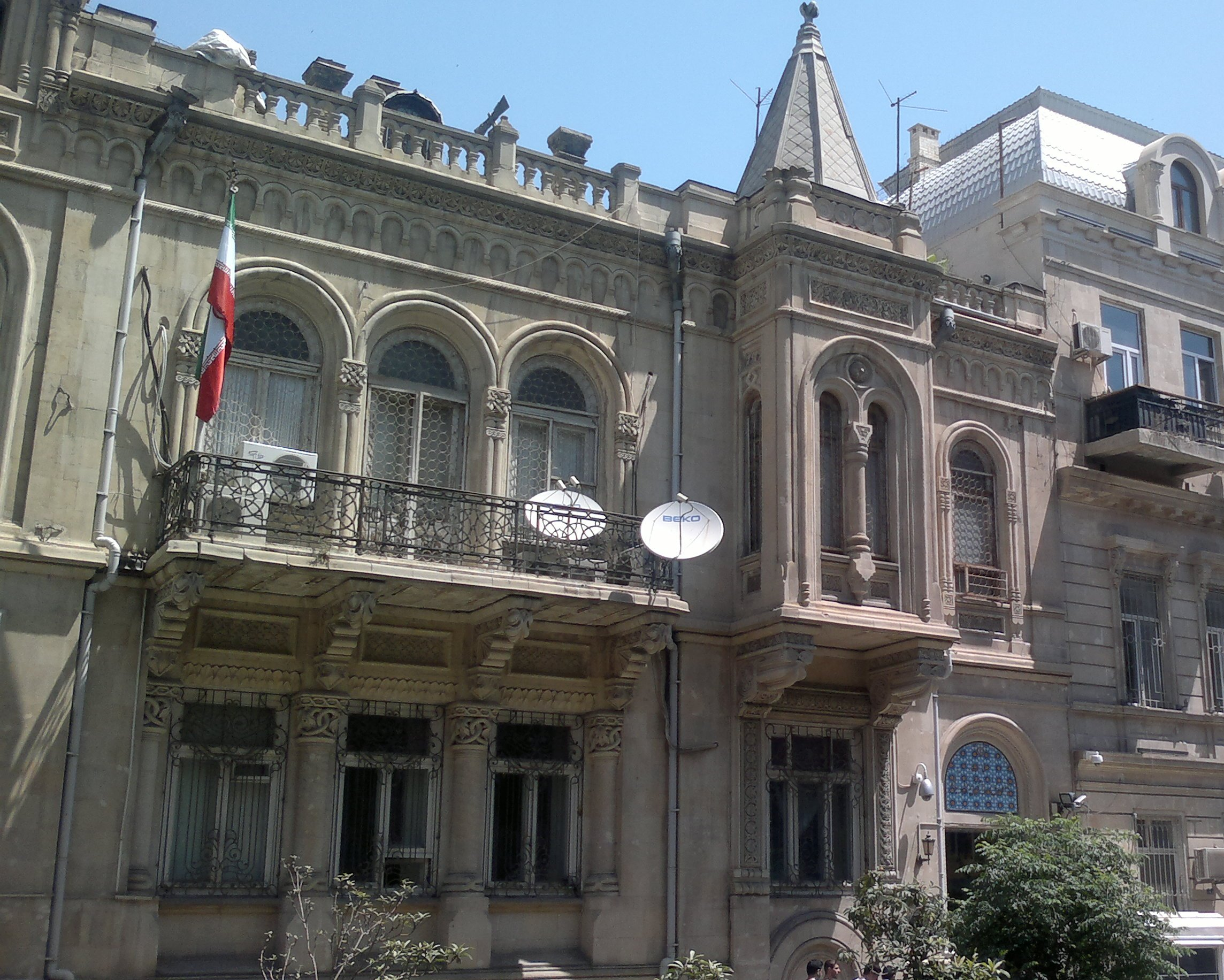
Costruzione dell'ambasciata iraniana a Baku

L'Azerbaigian ha accettato un regime di esenzione dai visti con la Turchia, mentre anche l'Iran ha chiesto un regime di esenzione dai visti con l'Azerbaigian. L’Iran aveva minacciato di tagliare la linea di rifornimento critica tra l’Azerbaigian e la Repubblica Autonoma di Nakhchivan se l’Azerbaigian avesse revocato l’obbligo del visto per i turchi, senza estendere lo stesso privilegio ai cittadini iraniani.

### Deterioramento delle relazioni nel 2012
Nel 2012, tre uomini furono arrestati dal Ministero della sicurezza nazionale dell'Azerbaigian per aver pianificato di attaccare gli israeliani impiegati in una scuola ebraica a Baku. Funzionari della sicurezza a Baku collegarono l'Iran all'operazione terroristica pianificata. Gli uomini avrebbero ricevuto armi e attrezzature di contrabbando da agenti iraniani, forse come rappresaglia all'assassinio di scienziati nucleari iraniani. Wafa Guluzade, un commentatore politico vicino al presidente azero Ilham Aliyev, avvertì l'Iran che la pianificazione dell'assassinio di importanti cittadini stranieri in Azerbaigian da parte di una banda di terroristi, uno dei quali [Dadashov] residente in Iran, equivaleva a un''attività ostile' contro il Paese.
Le relazioni iraniano-azere si deteriorarono ulteriormente dopo che il ministro delle Comunicazioni azero, Ali Abbasov, accusò l'Iran di aver effettuato attacchi informatici contro il Paese.
Nel marzo 2012 l'Azerbaigian arrestò 22 persone sospettate di aver pianificato attacchi contro le ambasciate statunitense e israeliana a Baku per conto del vicino Iran. Il ministero affermò che i sospettati erano stati reclutati dal 1999 in poi e addestrati all'uso di armi e tecniche di spionaggio nei campi militari in Iran per consentire loro di raccogliere informazioni su ambasciate, organizzazioni e società straniere in Azerbaigian e organizzare attacchi. Tutti e 22 furono giudicati colpevoli e condannati a pene detentive di almeno un decennio.
Il ministro degli Esteri azero Elmar Mammadyarov smentì le notizie secondo cui Israele avrebbe avuto il permesso di utilizzare le basi azere per un attacco all'Iran. Alti funzionari della sicurezza israeliani attribuirono la fuga di notizie del piano ai funzionari dell'amministrazione Obama che stavano cercando di impedire l'attacco all'Iran. A quanto pare il piano prevedeva l'utilizzo di un aereo cisterna israeliano dipinto con i colori di una compagnia aerea di un paese terzo che sarebbe atterrato e avrebbe fatto rifornimento in Azerbaigian per poi rifornire l'aereo d'attacco israeliano.
Nel 2012 funzionari iraniani si opposero al fatto che l'Azerbaigian ospitasse l'Eurovision Song Contest sostenendo che l'Azerbaigian avrebbe ospitato "una parata omosessuale". Ali Hasanov, capo del dipartimento per le questioni pubbliche e politiche dell'amministrazione presidenziale azera, affermò che le affermazioni sulle parate gay non erano vere e consigliò all'Iran di non immischiarsi negli affari interni dell'Azerbaigian. In risposta, l'Iran richiamò il suo ambasciatore da Baku, mentre l'Azerbaigian chiese le scuse formali all'Iran per le sue dichiarazioni in relazione all'organizzazione a Baku dell'Eurovision Song Contest, e richiamò successivamente anche il suo ambasciatore dall'Iran.

### Miglioramento delle relazioni nel 2014-2016

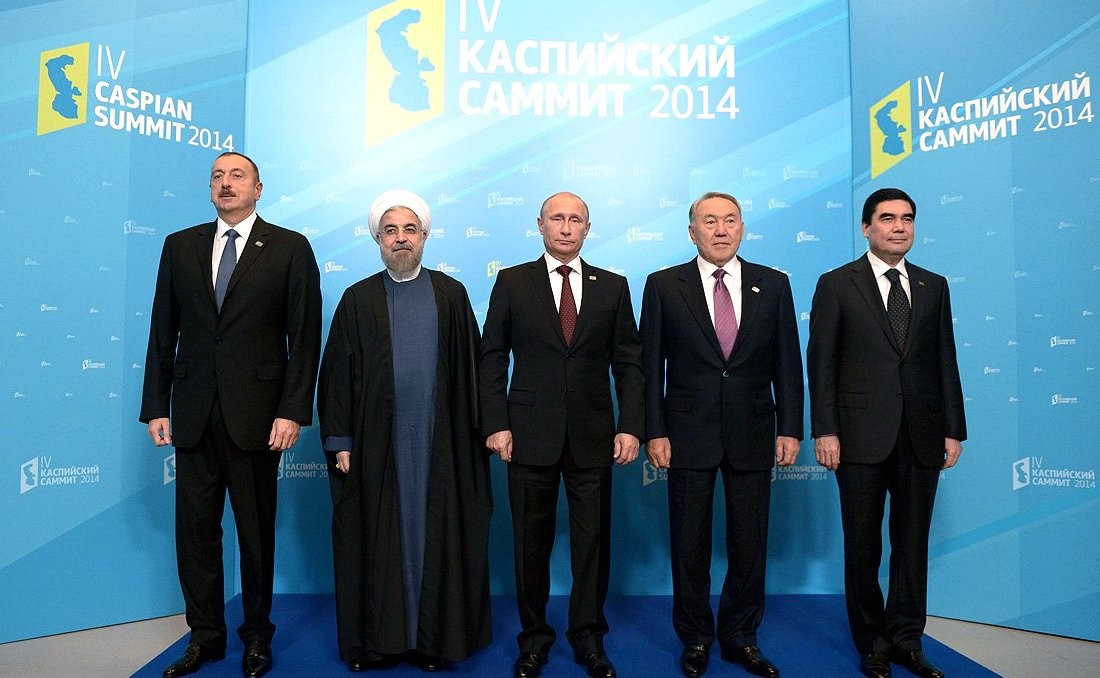
I presidenti di Azerbaigian e Iran, Aliyev e Rouhani, al Quarto vertice del Mar Caspio nel 2014.

Con l’avvento di Hassan Rouhani alla presidenza dell’Iran alla fine del 2013, le relazioni tra i due paesi vicini gradualmente ma significativamente migliorarono.
Nel dicembre 2014, l'Iran annunciò che avrebbe lanciato un servizio di autobus tra le città di Ardabil e Baku. Il portavoce iraniano del dipartimento provinciale dei trasporti e dei terminal di Ardabil definì come necessario il lancio del servizio, affermando che ogni anno oltre 600.000 passeggeri visitavano Ardabil dalla Repubblica dell'Azerbaigian e dalle province iraniane.
Nell’aprile 2015, Iran e Azerbaigian annunciarono la loro decisione di formare una commissione di difesa congiunta, una mossa che poteva indicare un cospicuo cambiamento geopolitico nel Caucaso meridionale. Nel maggio 2015, il vice capo delle relazioni estere presso il Segretariato del leader supremo della rivoluzione islamica iraniana Mohsen Qomi espresse la disponibilità del suo paese a sostenere l'Azerbaigian. Al presidente del Comitato statale per il lavoro con le organizzazioni religiose dell'Azerbaigian, Mubariz Gurbanli, che visitò Teheran, affermò: "Siamo pronti a sostenere l'Azerbaigian in qualsiasi momento".
Qomi descrisse l’Azerbaigian come un paese “amico e fraterno” per l’Iran e affermò che la Guida Suprema dell'Iran attribuiva un grande importanza all'espansione delle relazioni con i paesi musulmani, in particolare con l'Azerbaigian. Nel maggio 2015 i due paesi discussero anche delle prospettive di cooperazione tra Azerbaigian e Iran nel settore petrolchimico. Le due nazioni pianificarono anche di espandere la loro cooperazione nel turismo. Le parti avrebbero dovuto firmare un documento sulla cooperazione turistica, secondo l'organizzazione turistica iraniana. Molti altri trattati e accordi relativi all’espansione delle cooperazioni culturali, economiche, strategiche e sulla difesa congiunta furono firmati a partire dal 2015, o fu annunciata la loro firma in un futuro prossimo.
Parlando delle relazioni con l’Iran nel maggio 2015, il presidente Ilham Aliyev affermò che l’amicizia iraniano-azero era indistruttibile e nessuna forza estranea poteva dividerla.

Aliyev affermò inoltre che:
"Contatti regolari, visite reciproche di funzionari di alto rango, il reciproco sostegno nelle organizzazioni internazionali mostrano chiaramente l'alto livello delle nostre relazioni politiche," (...) "Una commissione congiunta intergovernativa lavora attivamente, producendo ottimi risultati," Ha detto Aliyev. “Ci sono enormi opportunità nel campo del petrolio e del gas, nell’ingegneria dell’energia elettrica e nello scambio di gas. Diversi progetti sono già stati implementati. Si prevede la realizzazione di nuovi progetti.»
L'Iran annunciò anche più volte che avrebbe potuto aderire al progetto TANAP, portando gas azero in Turchia; tali dichiarazioni furono sostenute dall'Azerbaigian.

Nel maggio 2015, l'ambasciatore dell'Iran in Azerbaigian annunciò di non riconoscere l'autoproclamata “Repubblica del Nagorno-Karabakh” e affermò inoltre che:
Al 2015 l'Iran aveva quasi un milione di turisti azeri, un numero in crescita costante. L'Iran aveva abolito il regime dei visti per la vicina Repubblica dell'Azerbaigian dal 2010 e aumentò il numero di giorni senza visto da 15 a 30 giorni a partire da novembre 2015. In merito alle relazioni Azerbaigian-Iran, il presidente Aliyev dichiarò che:

### Dal 2016: ritorno delle tensioni e del confronto
Poco dopo che il presidente Trump annunciò il riconoscimento di Gerusalemme come capitale di Israele da parte degli Stati Uniti e ordinò la pianificazione del trasferimento dell'ambasciata americana in Israele da Tel Aviv a Gerusalemme, l'Azerbaigian espresse il suo riconoscimento della posizione di Israele a Gerusalemme. Ciò ebbe un impatto negativo sulle relazioni azero-iraniane. Inoltre, nonostante il mancato riconoscimento dell'Artsakh da parte dell'Iran, l'Azerbaigian fu accusato di continuare a sponsorizzare i separatisti panturchisti all'interno del Paese.
Nel 2018, l'Azerbaigian sospese il commercio di petrolio e gas con l'Iran a sostegno della reintroduzione delle sanzioni da parte degli Stati Uniti contro l'Iran, suscitando l'ostilità da parte del governo iraniano nei confronti dell'Azerbaigian.

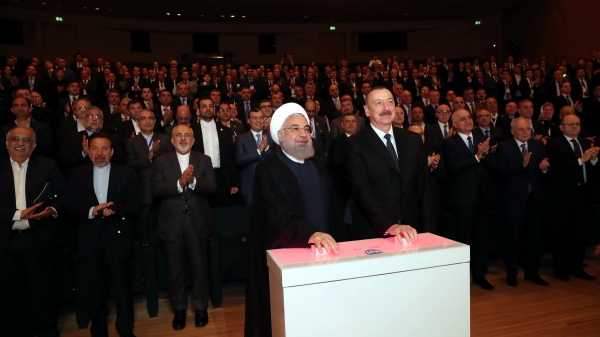
Il presidente Rouhani e il suo omologo azero Aliyev all'inaugurazione della fabbrica automobilistica Khazar e della ferrovia Astara a Baku il 29 marzo 2018.

Nel marzo 2018, il presidente iraniano Hassan Rouhani e il presidente azero Ilham Aliyev parteciparono all'inaugurazione della fabbrica congiunta di produzione automobilistica Khazar a Neftçala, in Azerbaigian. La mossa fu vista come un tentativo di ridurre le tensioni tra i due paesi.
Nel 2019, l'Azerbaigian inviò una delegazione per partecipare alla Conferenza di Varsavia del febbraio 2019. La conferenza accusò l'Iran di finanziare attività terroristiche nella regione. Questo evento accentuò ulteriormente le tensioni che già esistevano tra i due paesi.
Nell'aprile 2020, l'Iran fu accusato di fornire carburante al Nagorno-Karabakh controllato dagli armeni, provocando una dura reazione da parte dell'Azerbaigian, con la convocazione di diplomatici iraniani e con l'accusa contro Teheran di esacerbare il conflitto sul territorio. Il ministero degli Esteri iraniano negò le accuse, definendole "assolutamente false" e incolpando anonimi provocatori. Le autorità armene del Nagorno-Karabakh rifiutarono di confermare la presenza di camion di carburante iraniani nell'area e affermarono che l'inesistenza delle relazioni ufficiali tra i due Paesi. Sebbene la maggior parte dei mezzi di informazione azeri avesse ripetuto la narrativa diplomatica del ministero degli Esteri azero, alcuni siti web di notizie azeri a cui era concesso un po' più di margine di manovra si sentirono profondamente risentiti, come minval.az, che definì l'episodio come "l'inizio di un reset" delle relazioni con l'Iran in cui l'Azerbaigian avrebbe preso il sopravvento. Il sito web Haqqin scaricò un lungo racconto dei "numerosi peccati dell'Iran contro l'Azerbaigian negli ultimi 30 anni".
Durante gli scontri armeno-azeri del luglio 2020, l'Azerbaigian e l'Armenia furono invitati dall'Iran a mostrare moderazione. Quando ripresero le ostilità tra Azerbaigian e Armenia nella seconda guerra del Nagorno Karabakh, i media azeri accusarono l’Iran di tacito sostegno all’Armenia, mentre l’Iran negò queste accuse, dichiarando di voler la pace in Karabakh. L'Iran inoltre riaffermò il suo sostegno all'"integrità territoriale" dell'Azerbaigian. Secondo il media statale turco TRT, nonostante la retorica iraniana a sostegno dell'Azerbaigian, fu ritenuto che nella realtà l'Iran stesse sostenendo segretamente l'Armenia, poiché preoccupato per la minaccia di rivolte da parte della sua minoranza azera; inoltre l'Iran avrebbe potuto cercare di fare un intervento se l’Azerbaigian avesse preso il sopravvento.
Il 21 settembre 2021, l'Iran avviò esercitazioni militari vicino ai distretti azeri di Fizuli, Jebrayil e Zangilan, di cui l'Azerbaigian aveva preso il controllo durante la guerra del 2020. Per la prima volta nella storia delle relazioni tra i due Paesi le esercitazioni militari di Teheran avvennero lungo il confine con l'Azerbaigian. Il 1º ottobre, l’Iran lanciò la seconda fase delle esercitazioni, con il nome in codice Fatehan-e Khaybar (“Conquistatori di Khaybar”), un appellativo che si riferiva alla battaglia di Khaybar del 628, in cui i combattenti musulmani sconfissero una forza ebraica. Il generale iraniano Kioumars Heydari spiegò il significato delle esercitazioni di guerra citando “la presenza palese e nascosta di agenti del regime sionista e la possibilità di un numero significativo di terroristi Daesh nei paesi della regione”. Ciò fu condannato dall'Azerbaigian come un atto provocatorio, che danneggiava le già difficili relazioni tra Azerbaigian e Iran. Le ragioni della crisi furono attribuite a vari fattori: ai media azeri che accusarono l’Iran di aver tacitamente sostenuto l’Armenia nella guerra del Karabakh del 2020, cosa che l’Iran negò; alla restrizione e detenzione da parte dell'Azerbaigian di due camionisti iraniani nel paese, per il timore di rifornimento da camion iraniani di armi all'Armenia; infine la presenza israeliana in Azerbaigian vicino ai confini iraniani. Poco dopo l’esercitazione militare iraniana senza preavviso, l’Azerbaigian, insieme al suo alleato Turchia, pianificò un’imminente esercitazione militare in risposta all’Iran.
Il 27 gennaio 2023 un uomo armato attaccò l'ambasciata dell'Azerbaigian a Teheran. Il capo del personale di sicurezza fu ucciso e altri due rimasero feriti. In risposta, il governo dell'Azerbaigian evacuò il personale dell'ambasciata del paese in Iran e, secondo quanto riferito, sospese tutte le operazioni diplomatiche presso la struttura.

## Diplomazia
Repubblica dell'Iran
- Teheran (Ambasciata)
- Tabriz (Consolato generale)

Repubblica dell'Azerbaigian
- Baku (Ambasciata)
- Naxçıvan (Consolato generale)